# Avitta puncta
Avitta puncta là một loài bướm đêm trong họ Noctuidae.